# Yenz Leonhardt
Jens Voigt Arnsted (más conocido como Yenz Leonhardt o Yenz Cheyenne) es un músico de heavy metal nacido en Copenhague, Dinamarca el 4 de julio. Ha actuado como vocalista, guitarrista y bajista a lo largo de su carrera, centrándose más en el último en tiempos recientes.
Comenzó su carrera a temprana edad, siendo su inicio Brats en 1979 como bajista y vocalista (haciéndolo predecesor de King Diamond), en 1982 fue el vocalista de la banda Geisha, por la cual también pasaron Mikkey Dee (Motörhead) y Magnus Rosén (Hammerfall). En los 90's participó en varios proyectos como =Y= (1998-1995) de vocalista principal y guitarra, Zoser Mez, Electric(1997-2001) de bajo y vocales y en Kingdom Come (2001-2007) de guitarra y bajo, el cual tuvo que dejar debido a problemas de horario.
En el 2003 se unió a la banda de metal gótico alemana Lacrimosa y participó como tenor en el álbum 'Echos' editado ese año. Comenzó contribuyendo como bajista en 'Lichtgestalt' editado en el 2005, y hoy en día continua con la banda.
Jens ha destacado prominentemente en la escena del power metal alemán, colaborando  con frecuencia con Piet Sielck. Actualmente toca también con Iron Savior, Savage Circus y Stormwarrior.